# Studienkreis Rundfunk und Geschichte

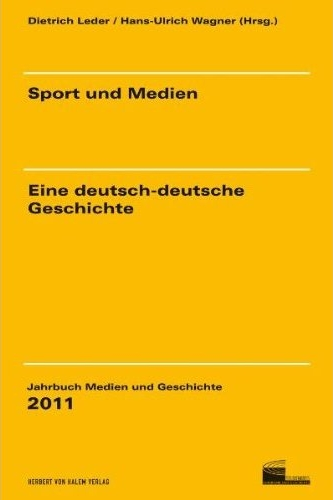
Jahrbuch 2011

Der Studienkreis Rundfunk und Geschichte (StRuG) ist eine wissenschaftliche Vereinigung, die zum Ziel hat, die Geschichte des Hörfunks, des Fernsehens und der „neuen Medien“ zu erforschen.
Der Studienkreis wurde 1968 auf Anregung von Wilhelm Treue, der lange Jahre Vorsitzender war, gegründet. Er gibt das Jahrbuch Medien und Geschichte (seit 2001) und die Fachzeitschrift Rundfunk und Geschichte (RuG; seit 1974) heraus. Die wissenschaftliche Vereinigung arbeitet eng mit dem Deutschen Rundfunkarchiv zusammen.
In Fachgruppen bearbeiten Experten aus Wissenschaft und Praxis einzelne Themenbereiche. 2024 bestanden folgende Fachgruppen: Rezeptionsgeschichte, Radiofeature, Musik im Radio, Speicherkulturen, Rundfunkhistorische Gespräche.
Dem Studienkreis gehören Wissenschaftler, Medienforscher, Archivare, Techniker und Studenten an. Durch das jährlich veranstaltete Doktoranden-Kolloquium „Medienhistorisches Forum“ wird der wissenschaftliche Nachwuchs gefördert.